# Marshland
Marshland, född 29 mars 2005 på Menhammar stuteri i Ekerö i Stockholms län, död 1 augusti 2014 i Jyväskylä i Finland, var en svensk varmblodig travhäst. Han tränades av Stefan Hultman och kördes av Örjan Kihlström.
Marshland tävlade åren 2008–2013 och sprang in 5,6 miljoner kronor på 55 starter varav 14 segrar, 12 andraplatser och 5 tredjeplatser. Han inledde karriären i augusti 2008 och tog första segern i karriärens andra start. Han tog karriärens största segrar i Klass II-final (jan 2009), Big Noon-pokalen (2009), Guldbjörken (2010), Gösta Bergengrens Minneslopp (2011) och L.C. Peterson-Broddas Minneslöpning (2011). Han kom även på andraplats i Svenskt Travderby (2009), Sweden Cup (2010), Norrbottens Stora Pris (2010), Olympiatravet (2011) och Årjängs Stora Sprinterlopp (2011).
Marshland är avelshingsten From Aboves vinstrikaste avkomma. Han är även den vinstrikaste avkomman till sin mor Trapped, som blivit utnämnd till Elitsto för sin goda förärvning i både Europa och USA.
Marshland gjorde karriärens sista start den 23 juni 2013 i Kalmarsundspokalen och slutade där på fjärdeplats. Han drabbades av en gaffelbensskada hösten 2013 och avslutade därefter tävlingskarriären. Efter karriären stallades han upp som avelshingst i Finland hos Toptrotters OY i Jyväskylä. Han avled den 1 augusti 2014, nio år gammal.